# 福家美峰
福家 美峰（ふくや みほ、1965年10月15日 - ）は日本の元女優である。大阪府大阪市出身。現役時代はアクターズプロモーションに所属していた。

## 来歴・人物
公称、身長158cm。血液型A型。
美峰という名前は、両親が北アルプス（飛騨山脈）の山並みを見て、これのように「気高く美しく」という意味で付けたという。
小学生時代は歌手になりたいと思っていたが、中学生になってからは同い年のブルック・シールズに憧れて女優にを夢見始める。1980年、TBS『3年B組金八先生』（第2シリーズ）でデビュー。
高校卒業後、文化学院英文科に進学。英文科に進学したのは、中学・高校と英語を専門に学んでいたことで、いつか仕事に活かせるかも知れないと思い、身につくまではこれを学び続けようと考えたことからだという。
好きな女優はブルック・シールズ、好きな歌手は松任谷由実。
現在はアロマセラピストとして活躍している。

## 主な出演作品

### テレビドラマ
- 3年B組金八先生（TBS）- 山本まどか 役
  - 第2シリーズ（1980年10月 - 1981年3月）
  - スペシャル2「イレ墨をした教え子」（1983年10月）
  - スペシャル4「イジメられっ子金八先生」（1985年12月）
  - スペシャル5「先生の暴力・生徒の暴力」（1986年12月）
  - スペシャル6「新・十五歳の母」（1987年12月）
  - 3年B組金八先生ファイナル～「最後の贈る言葉」（2011年3月）
- 新ハングマン 第10話「新人女優に泥をぬる芸能学院女帝」（1983年10月、ABC） - 宮田さゆり 役
- 地獄の左門十手無頼帖 「声を盗まれた娘」（1984年、CX・東映） - おまさ 役
- 西部警察 PART-III 第46話「冬の軍団長」（1984年、ANB・石原プロ） - 則子 役
- 必殺仕事人IV 第18話「なんでも屋の加代 花嫁になる」（1984年、ABC・松竹）- お園 役
- ただいま絶好調!（1985年、ANB）
- 特捜最前線（ANB・東映）
  - 第446話「遅れてきたXマス・密告電話の女!」（1985年） - 吉浦みちこ 役
  - 第480話「殺人志願! 少女、18歳の熱い夏」（1986年） - 白石由起子 役
- 金田一耕助の傑作推理「死仮面」（1986年、TBS）
- 誇りの報酬 第39話「大都会に踊るシンデレラ」（1986年、NTV・東宝） - マヤ(田代ゆかり) 役
- ジャングル 第4話「バラバラ事件・解決編」（1987年3月、NTV・東宝）- 大木恭子  役
- 大都会25時 第15話「レイプ! 哀しみの花嫁衣装」（1987年7月、ANB・東映）
- あぶない刑事 第47話「報復」（1987年8月、NTV・セントラル・アーツ）- 一ノ瀬ちあき
- 水戸黄門 （TBS・C.A.L）
  - 第17部 第14話「馬が蹴散らす悪企み・琴平」（1987年）- お咲
  - 第18部
    - 第4話「花嫁衣裳の秘密・小山」（1988年）- お美代
    - 第28話「印籠盗んだ女掏摸・清水」（1989年） - おきみ

  - 第19部
    - 第6話「因業爺は瓜二つ・仙台」（1989年） - お糸
    - 第28話「占い名人梅里先生・川越」（1990年）- お千代

  - 第20部 第18話「密命帯びた用心棒・嬉野」（1991年）- お絹
  - 第21部 第21話「身ぐるみ剥がれた黄門様・伊丹」（1992年） - おとせ 役
  - 第22部 第33話「格さんの親友は脱藩者 -白河-」（1993年） - 梢 役
  - 第23部 第31話「格さんは夫の敵 -丸亀-」（1995年3月13日） - おなみ 役
  - 第26部 第5話「間違えられた黄門様・広島」（1998年）- 多恵 役
  - 第28部 第23話「最強の敵現る! 危うし白鷺城・姫路」（2000年）- 早苗 役
- 勝手にしやがれヘイ!ブラザー 第9話（1989年、日本テレビ・セントラルアーツ） - マチコ
- 愛し方がわからない（1989年、TBS） - 俊一のお見合い相手 役
- 刑事貴族 第18話「殺人者は予告する」（1990年、NTV・東宝）
- 参上! 天空剣士 第16話「非情・殺しの秘薬」（1990年、TX）
- 自由の丘に私が残った（1990年、ANB）
- 代表取締役刑事（1990年 - 1991年、ANB） - 松本刑事の妻 役
- 刑事貴族3 第8話「ツイてない奴」（1992年、NTV・東宝）
- 愛しの刑事 第13話「更生を夢見た女! 恋人は宝石強奪犯」（1993年、ANB）- 宇佐美かおる 役
- 春よ、来い（1994年、NHK総合 連続テレビ小説）
- 風の刑事・東京発! 第13話「殺意のグリーン個室・罠に落ちた男」（1996年、ANB）
- 真夏の薔薇（1996年7月 - 1996年9月、THK）- 添田典子 役
- 南町奉行事件帖 怒れ!求馬 第11話「肥前守暗殺!」（1997年、TBS・C.A.L）- お久美 役
- 空への手紙（1999年、TBS）- 遠山美和子 役
- 愛の流星（1999年、THK）
- 火曜サスペンス劇場 / 検事霧島三郎7（1999年、NTV）- 宮垣美津子 役

### 映画
- 草迷宮（1983年）
- エコエコアザラクII（1996年）
- 難波金融伝 ミナミの帝王 劇場版 Part XII 逆転相続（1998年） ｰ 藤巻の妻 役

### バラエティ番組
- 笑っていいとも!テレフォンショッキング（1987年、多岐川裕美からの紹介）

## 音楽

### シングル
1. 恋人講座 / 恋は偶然（1984年4月21日／07TR-1061、トーラスレコード）
  - 恋人講座 - 作詞・作曲：伊藤薫／編曲：甲斐正人
  - 恋は偶然 - 作詞・作曲：伊藤薫／編曲：米光亮
2. お父ちゃん（1987年7月21日／RE-767、テイチクレコード） ※デュエット：芦屋雁之助
  - 作詞：松井由利夫／作曲：弦哲也／編曲：斉藤恒夫